# Blaesoxipha laguna
Blaesoxipha laguna är en tvåvingeart som beskrevs av Thomas Pape 1994. Blaesoxipha laguna ingår i släktet Blaesoxipha och familjen köttflugor.
Artens utbredningsområde är Kalifornien. Inga underarter finns listade i Catalogue of Life.